# Preveza (unidade regional)
Preveza ou Prévesa (ou ainda: Préveza, Prevezis; em grego: Πρέβεζα) é uma unidades regionais da Grécia, localizada na região de Epiro. Sua capital é a cidade de Preveza.